# Park im. Edwarda Szymańskiego w Warszawie
Park im. Edwarda Szymańskiego – park miejski znajdujący się w warszawskiej dzielnicy Wola.

## Opis
Jest otoczony ulicami Elekcyjną (odcinającą go od parku im. gen. Józefa Sowińskiego), Wolską, aleją Prymasa Tysiąclecia i ulicą Górczewską.
Park został założony w 1974. Jego patronem jest poeta robotniczy pochodzący z Woli – Edward Szymański.
Na terenie parku znajdują się kaskady wodne, fontanny, siłownia, skatepark, popiersie patrona, staw Oczko oraz dwa drewniane place zabaw.

## Galeria

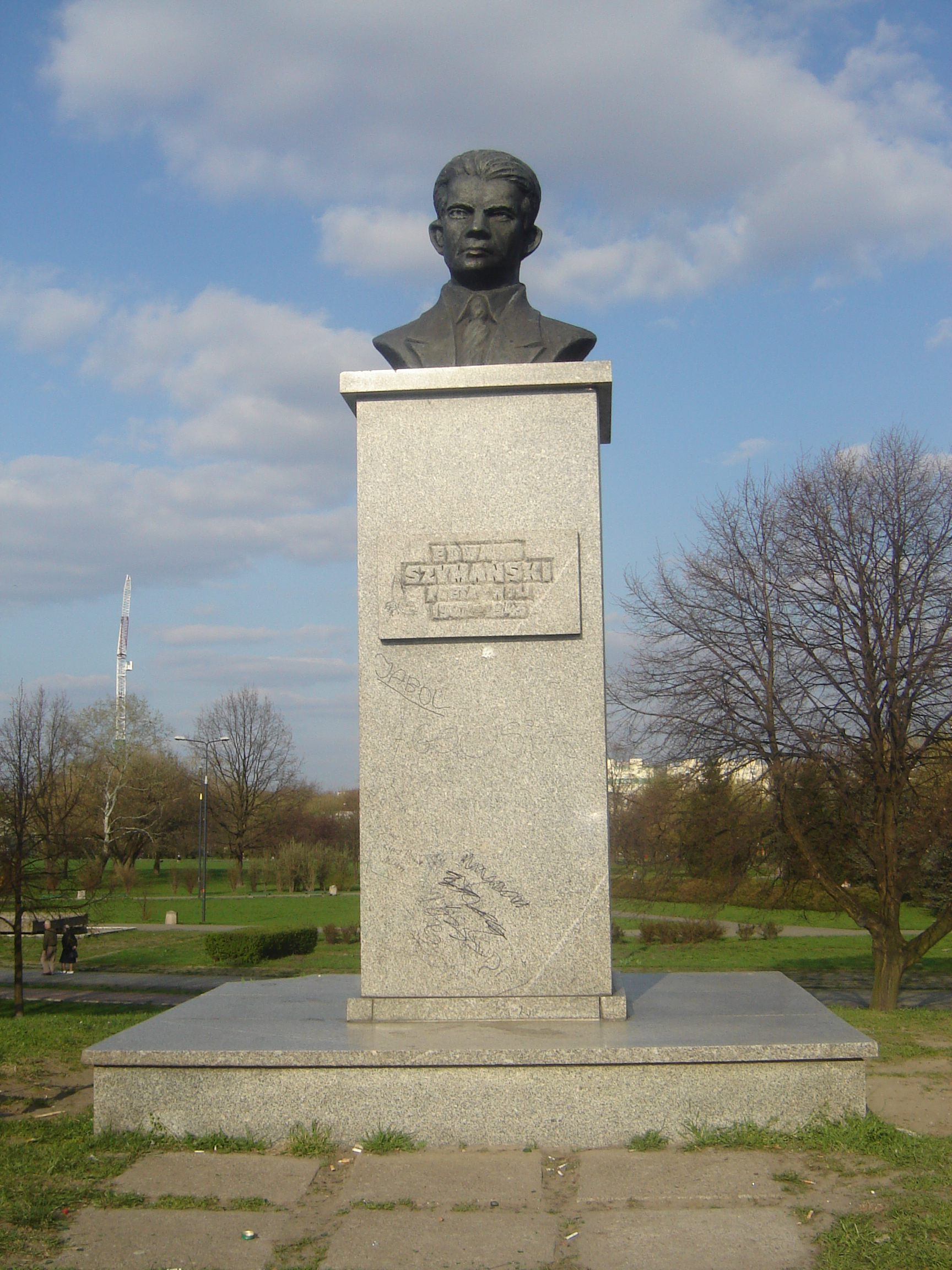
Pomnik Edwarda Szymańskiego zaprojektowany przez Ferdynanda Jaroche
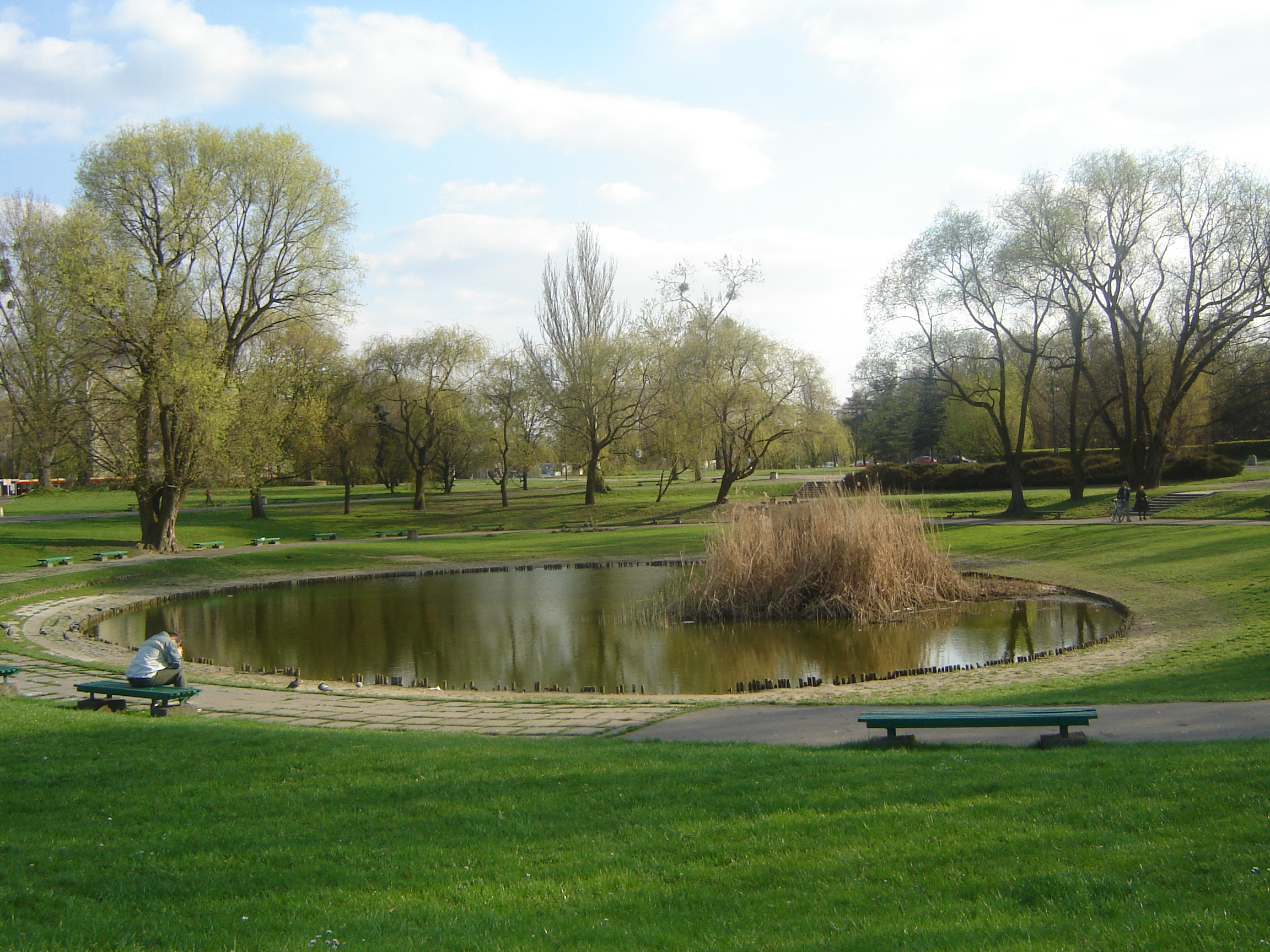
Fragment parku ze Stawem Oczko
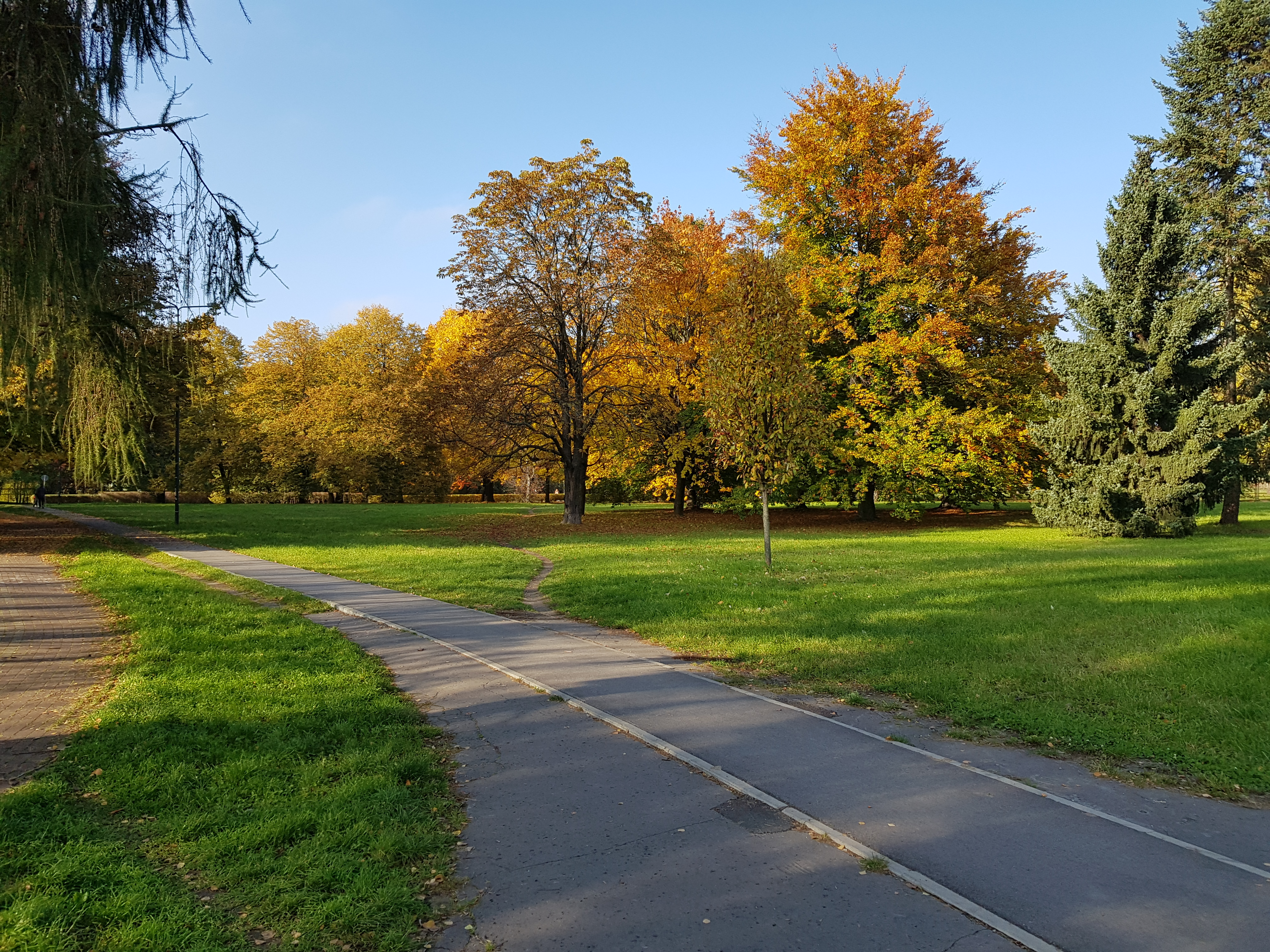
Alejka w północnej części parku
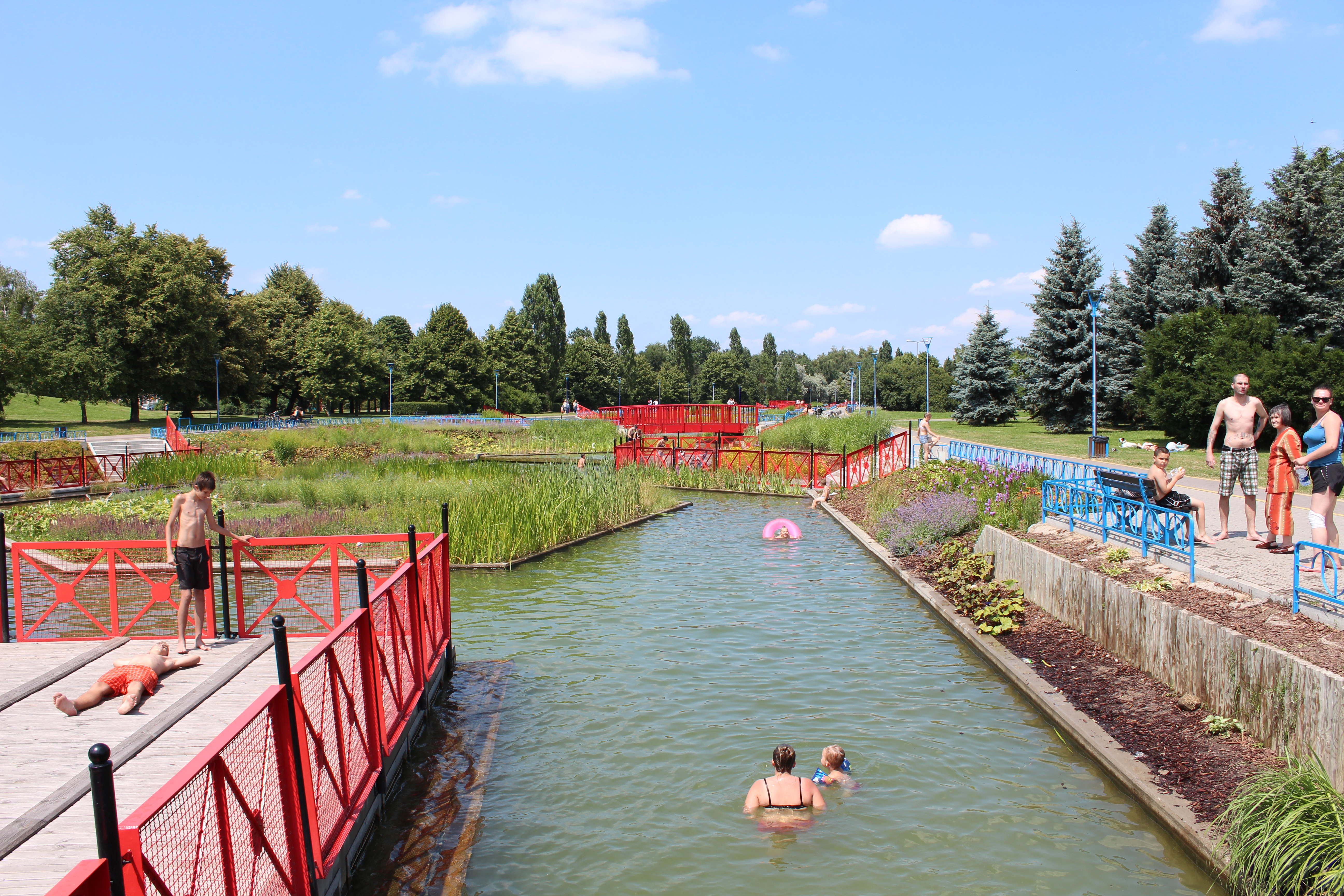
Kaskady wodne
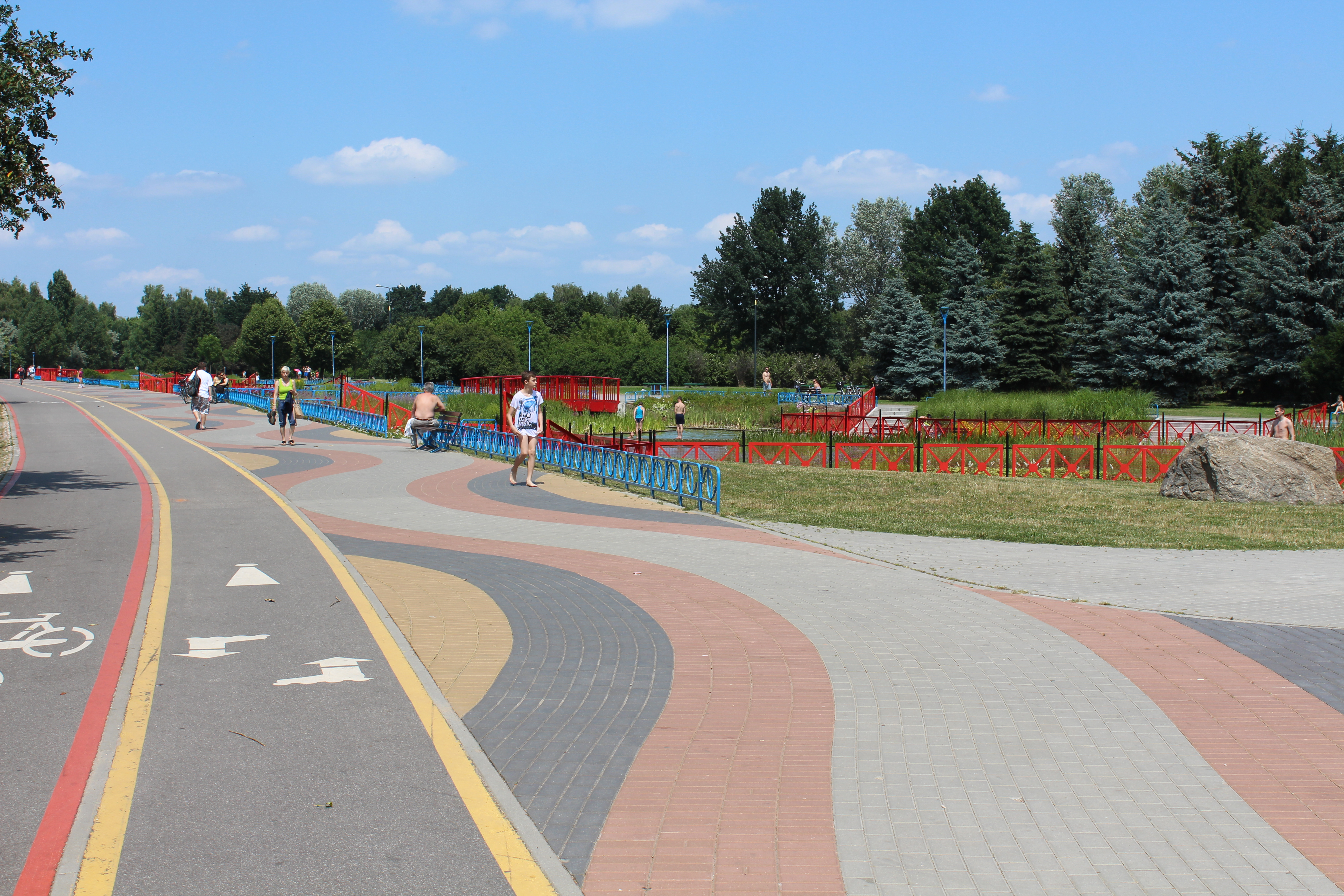
Ścieżki łyżworolkowa i rowerowa
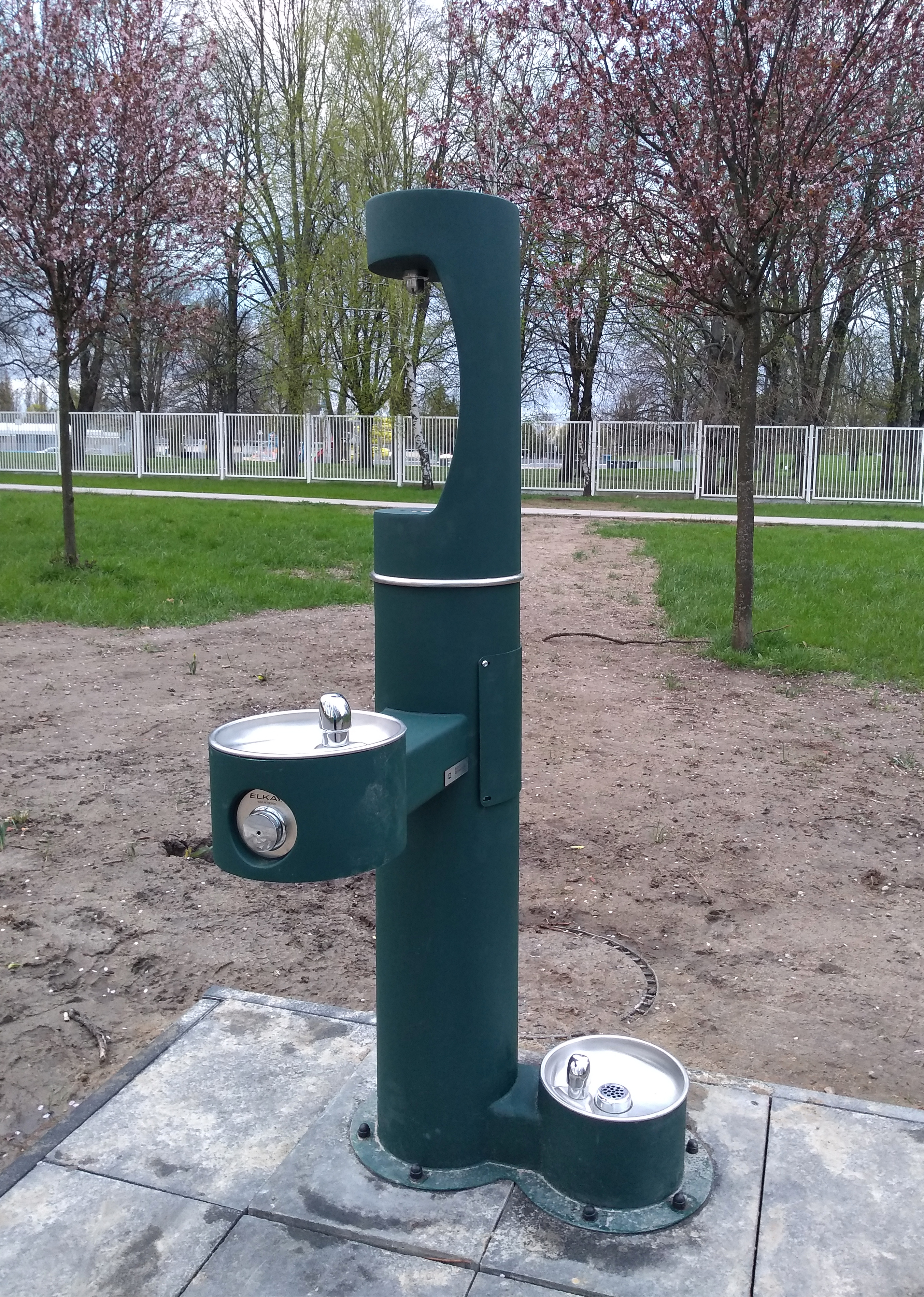
Dystrybutor wody dla ludzi i psów